# Șalvirii Vechi
Șalvirii Vechi è un comune della Moldavia situato nel distretto di Drochia di 1.086 abitanti al censimento del 2004

## Località
Il comune è formato dall'insieme delle seguenti località (popolazione 2004):
- Șalvirii Vechi (518 abitanti)
- Ceapaevca (338 abitanti)
- Iliciovca (226 abitanti)